# Zespół Rothmanna-Makaia
Zespół Rothmanna-Makaia (łac. syndroma Rothmann-Makai, lipogranulomatosis subcutanea, ang. Rothmann-Makai syndrome) – choroba zapalna tkanki podskórnej. Uważana jest często za bezgorączkową odmianę zapalenia tkanki podskórnej typu Webera-Christiana. Choroba objawia się jako zapalenie tkanki podskórnej, najczęściej podudzi, zmiany są ograniczone i niekiedy ulegają rozpadowi. Nie występują objawy ogólne i nie stwierdza się zajęcia narządów wewnętrznych. Przebieg jest przewlekły. W leczeniu stosuje się niesteroidowe leki przeciwzapalne lub glikokortykosteroidy, ogólnie i miejscowo.
Eponim upamiętnia dwóch klinicystów zajmujących się tą chorobą: Maxa Rothmanna, niemieckiego neurologa, i Endre Makaia, węgierskiego chirurga.